# Clayton Lambert
Clayton Benjamin Lambert (Islington, região de Berbice, 10 de fevereiro de 1962) é um ex-jogador de críquete guianense, naturalizado americano. Ele participou da Seleção de Críquete dos Estados Unidos, logo depois de passar pela selecão da Guiana e pelo West Indies.